# Почтовые марки России (2023)

Почтовые марки России (2023) — каталог знаков почтовой оплаты (марок, блоков, листов), введённых в обращение «Почтой России» в 2023 году.

## Список коммеморативных марок
Порядок следования элементов в таблице соответствует номеру по каталогу марок России на официальном сайте издатцентра «Марка», в скобках приведены номера по каталогу «Михель».

## Таблица
| №                                  | Изображение | Описание | Номинал  | Дата        | Тираж                                                   | Художник                       | П       |
| ---------------------------------- | ----------- | --- | -------- | ----------- | ------------------------------------------------------- | ------------------------------ | ------- |
| № 3018                             |             | Серия «Виды спорта». Фигурное катание | 30 руб.  | 12 января   | 90 000 10 000                                           | Ульяновский C.                 | [ 3 ]   |
| № 3019                             |             | Серия «Виды спорта». Футбол | 27 руб.  | 20 января   | 126 000 14 000                                          | Ульяновский C.                 | [ 4 ]   |
| № 3020                             |             | 250 лет Санкт-Петербургскому горному университету | 50 руб.  | 24 января   | 80 000 10 000                                           | Московец А.                    | [ 5 ]   |
| № 3021                             |             | Почтовый блок — Российская академия художеств. 175 лет со дня рождения В. И. Сурикова (1848—1916), художника Мелованная Офсет + бронзовая паста + частичная лакировка + защитный комплекс | 175 руб. | 24 января   | 21 000                                                  | Савина О.                      | [ 6 ]   |
| № 3021А                            |             | Почтовый блок — Российская академия художеств. 175 лет со дня рождения В. И. Сурикова (1848—1916), художника Самоклеящаяся, дизайнерская «под холст» Офсет + бронзовая паста + защитный комплекс | 175 руб. | 24 января   | 4200                                                    | Савина О.                      | [ 6 ]   |
| № 3022                             |             | Художественная марка «200 рублей» | 200 руб. | 25 января   | 3 840 000 128 000                                       | Московец А., Никонов В.        | [ 7 ]   |
| № 3023 № 3024 № 3025 № 3026        |             | Серия «Государственные награды Российской Федерации. Медали» - Медаль «За заслуги в освоении атомной энергии» - Медаль «За заслуги в освоении космоса» - Медаль «За развитие Сибири и Дальнего Востока» - Медаль ордена «Родительская слава» | 60 руб.  | 26 января   | 88 000 11 000 88 000 11 000 88 000 11 000 88 000 11 000 | Ульяновский И.                 | [ 8 ]   |
| № 3027-3030                        |             | Квартблок — Фауна России. Мамонтовая фауна - Пещерный медведь - Овцебык - Шерстистый носорог - Лось | 60 руб.  | 17 февраля  | 45 000                                                  | Салтыкова А.-М., Савина О.     | [ 9 ]   |
| № 3031                             |             | Почтовый блок — 150 лет со дня рождения Ф. И. Шаляпина (1873—1938), оперного артиста | 150 руб. | 10 февраля  | 23 000                                                  | Хабловский В.                  | [ 10 ]  |
| № 3032 № 3033                      |             | Серия «Герои Российской Федерации». А. В. Крестьянинов (1961—1996), Н. Г. Кульков (1969—2000) | 45 руб.  | 21 февраля  | 65 000 13 000 65 000 13 000                             | Комса Р., Подобед М.           | [ 11 ]  |
| № 3034                             |             | 100 лет со дня рождения В. Н. Виноградова (1923—2003), учёного, Героя Социалистического труда | 45 руб.  | 25 февраля  | 120 000 8000                                            | Подобед М.                     | [ 12 ]  |
| № 3035 № 3036 № 3037 № 3038        |             | Серия «Современное искусство России» - Г. Ф. Ефимочкин. «На промысле» (2009) - Н. П. Желтушко «Кимжа. Надежда» (2021) - О. В. Игнатов «Панацея I» (2014) - А. Н. Ковальчук-К. Б. Кузьминых «Героям Алсиба. Магадан» (2020) | 63 руб.  | 28 февраля  | 66 000 11 000 66 000 11 000 66 000 11 000 66 000 11 000 | Савина О.                      | [ 13 ]  |
| № 3039                             |             | 200 лет со дня рождения К. Д. Ушинского (1823—1871), писателя, основоположника научной педагогики в России | 45 руб.  | 10 марта    | 120 000 8000                                            | Хабловский В.                  | [ 14 ]  |
| № 3040 3041 3042 3043              |             | Серия «Флора России. Первоцветные» - Кортуза сибирская - Очный цвет полевой - Вербейник обыкновенный - Первоцвет Юлии | 63 руб.  | 17 марта    | 60 000 30 000                                           | Бодрова М.                     | [ 15 ]  |
| № 3044                             |             | 100 лет со дня рождения Н. В. Сторча (1923—2002), военачальника | 50 руб.  | 21 марта    | 108 000 9000                                            | Комса Р.                       | [ 16 ]  |
| № 3045                             |             | Почтовый блок — 100 лет музею-заповеднику «Коломенское» Мелованная Офсет + фигурная вырубка + защитный комплекс | 150 руб. | 23 марта    | 21 000                                                  | Бетрединова Х.                 | [ 17 ]  |
| № 3045-I                           |             | Почтовый блок — 100 лет музею-заповеднику «Коломенское» Мелованная Офсет + фигурная вырубка + частичная лакировка трафаретным лаком + нумерация + защитный комплекс | 150 руб. | 23 марта    | 4200                                                    | Бетрединова Х.                 | [ 17 ]  |
| № 3046                             |             | Почтовый блок — 100 лет музею-заповеднику «Коломенское» (надпечатка нового номинала «63 р.» и текста на полях блока с маркой № 1869 «Всемирное культурное наследие России. Церковь Вознесения Господня в Коломенском») | 63 руб.  | 23 марта    | 4500                                                    | Московец А., Милорадова М.     | [ 18 ]  |
| № 3047                             |             | 150 лет со дня рождения С. В. Рахманинова (1873—1943), композитора | 45 руб.  | 31 марта    | 135 000 9000                                            | Савина О., Сажина А.           | [ 19 ]  |
| № 3048                             |             | 100 лет Научно-исследовательскому институту скорой помощи имени Н. В. Склифосовского | 63 руб.  | 5 апреля    | 80 000 10 000                                           | Карпова Н.                     | [ 20 ]  |
| № 3049                             |             | 250 лет со дня рождения Ю. Ф. Лисянского (1773—1837), мореплавателя, исследователя, участника первой русской кругосветной экспедиции | 45 руб.  | 12 апреля   | 108 000 9000                                            | Ульяновский C.                 | [ 21 ]  |
| № 3050                             |             | День космонавтики | 19 руб.  | 12 апреля   | 324 000 36 000                                          | Затологина В., Мирошниченко И. | [ 22 ]  |
| № 3051                             |             | 100 лет Всероссийскому физкультурно-спортивному обществу «Динамо» | 27 руб.  | 18 апреля   | 126 000 14 000                                          | Бодрова М.                     | [ 23 ]  |
| № 3052                             |             | Современный российский кинематограф. Фильм «Вызов» | 30 руб.  | 20 апреля   | 180 000 12 000                                          | Бетрединова Х.                 | [ 24 ]  |
| № 3053                             |             | Почтовый блок — Принятие Крыма, Тамани и Кубани в состав Российской империи. 1783 г. | 150 руб. | 18 апреля   | 21 000                                                  | Московец А.                    | [ 25 ]  |
| № 3054                             |             | Тарифная марка «63 рубля» | 63 руб.  | 26 апреля   | 46 095 000                                              | Никонов В., Московец А.        | [ 26 ]  |
| № 3055                             |             | 200 лет со дня рождения А. Н. Островского (1823—1886), драматурга | 63 руб.  | 27 апреля   | 99 000 11 000                                           | Комса Р.                       | [ 27 ]  |
| № 3056                             |             | 100 лет спортивному клубу ЦСКА | 30 руб.  | 28 апреля   | 135 000 15 000                                          | Комса Р.                       | [ 28 ]  |
| № 3057                             |             | 80 лет Национальному исследовательскому центру «Курчатовский институт» (надпечатка нового номинала и текста на марке № 2336) | 48 руб.  | 21 апреля   | 75 000 5000                                             | Поварихин А., Милорадова М.    | [ 29 ]  |
| № 3058                             |             | Серия «Курорты Северного Кавказа». Кавказские Минеральные Воды На почтовой марке изображены эмблемы четырёх курортов на фоне живописного пейзажа и минерального источника. | 65 руб.  | 3 мая       | 72 000 9000                                             | Ульяновский C.                 | [ 30 ]  |
| № 3059                             |             | 300 лет г. Перми | 25 руб.  | 15 мая      | 150 000                                                 | Капранов С.                    | [ 31 ]  |
| № 3060                             |             | 100 лет со дня рождения Г. А. Алиева (1923—2003), государственного и общественного деятеля Азербайджанской Республики | 45 руб.  | 27 апреля   | 120 000 8000                                            | Савина О.                      | [ 32 ]  |
| № 3061                             |             | Почтовый блок — Совместный выпуск Российской Федерации и Республики Беларусь. Серия «Российская академия художеств». 150 лет со дня рождения С. Ю. Жуковского (1873—1944), художника Мелованная Офсет + бронзовая паста + частичная лакировка + защитный комплекс | 150 руб. | 13 мая      | 20 000                                                  | Савина О.                      | [ 33 ]  |
| № 3061A                            |             | Почтовый блок — Совместный выпуск Российской Федерации и Республики Беларусь. Серия «Российская академия художеств». 150 лет со дня рождения С. Ю. Жуковского (1873—1944), художника Самоклеящаяся, дизайнерская «под холст» Офсет + бронзовая паста + защитный комплекс | 150 руб. | 13 мая      | 4 200                                                   | Савина О.                      | [ 33 ]  |
| № 3062                             |             | Почтовый блок — 300 лет г. Перми (надпечатка нового номинала «100 р.» и текста на блоке с маркой № 2141 «Гербы субъектов и городов Российской Федерации. Пермский край») | 100 руб. | 15 мая      | 30 000                                                  | Московец А., Милорадова М.     | [ 34 ]  |
| 3063                               |             | Х Невский международный экологический конгресс | 65       | 25 мая      | 72 000 9000                                             | Бодрова М.                     | [ 35 ]  |
| 3064-3067                          |             | Квартблок — Серия «Декоративно-прикладное искусство России». Резьба по дереву. На почтовых марках изображены предметы, выполненные в разных техниках резьбы по дереву: богородская резьба, абрамцево-кудринская резьба, северная резьба и резьба «Татьянка». Мелованная Офсет + защитный комплекс | 30       | 25 мая      | 40 000                                                  | Бетрединова Х.                 | [ 36 ]  |
| 3064-I-3067-I                      |             | Квартблок — Серия «Декоративно-прикладное искусство России». Резьба по дереву. На почтовых марках изображены предметы, выполненные в разных техниках резьбы по дереву: богородская резьба, абрамцево-кудринская резьба, северная резьба и резьба «Татьянка». Мелованная Офсет + бронзовая паста + конгревное тиснение + защитный комплекс | 30       | 25 мая      | 4 200                                                   | Бетрединова Х.                 | [ 36 ]  |
| 3068                               |             | 300 лет г. Екатеринбургу | 50       | 25 мая      | 135 000 9000                                            | Ульяновский И.                 | [ 37 ]  |
| 3069                               |             | 100 лет Республике Бурятия | 100      | 30 мая      | 18 000                                                  | Ульяновский И.                 | [ 38 ]  |
| 3070, 3071, 3072, 3073             |             | Серия «Отечественная дорожно-строительная техника» - Грунтовой каток DM-614 - Автогрейдер UMG АГ-140 - Гусеничный асфальтоукладчик АСФ-Г-4-04 - Фронтальный погрузчик ЧЕТРА ПК12 | 27       | 1 июня      | 50 000                                                  | Бельтюков В.                   | [ 39 ]  |
| 3074                               |             | 100 лет со дня рождения Р. Г. Гамзатова (1923—2003), поэта | 63       | 7 июня      | 120 000 10 000                                          | Подобед М.                     | [ 40 ]  |
| 3075, 3076                         |             | Регионы России. Донецкая Народная Республика. Луганская Народная Республика | 27       | 12 июня     | 324 000 288 000                                         | Бельтюков В.                   | [ 41 ]  |
| 3077                               |             | 100 лет авиакомпании «Аэрофлот» | 100      | 15 июня     | 72 000 9000                                             | Савина О.                      | [ 42 ]  |
| 3078                               |             | Серия «История российской дипломатии». 225 лет со дня рождения А. М. Горчакова (1798—1883), канцлера | 63       | 15 июня     | 60 000 10 000                                           | Комса Р.                       | [ 43 ]  |
| 3079                               |             | Председательство Российской Федерации в органах Евразийского экономического союза | 65       | 8 июня      | 105 000 7000                                            | Карпова Н.                     | [ 44 ]  |
| 3080                               |             | Почтовый блок — 165 лет вводу в обращение первых российских почтовых марок. История страны на почтовых марках Мелованная Офсет + бронзовая паста + защитный комплекс | 165      | 20 июня     | 21 000                                                  | Капранов С.                    | [ 45 ]  |
| 3080-I                             |             | Почтовый блок — 165 лет вводу в обращение первых российских почтовых марок. История страны на почтовых марках Мелованная Офсет + бронзовая паста + нумерация + защитный комплекс | 165      | 20 июня     | 4 200                                                   | Капранов С.                    | [ 45 ]  |
| 3081                               |             | 100 лет образованию государственного органа управления в сфере физической культуры и спорта | 63       | 27 июня     | 72 000 8000                                             | Карпова Н.                     | [ 46 ]  |
| 3082, 3083                         |             | Серия «Маяки России». Маяк Городецкий. Маяк Сарыч | 50       | 30 июня     | 135 000                                                 | Бодрова М.                     | [ 47 ]  |
| 3084                               |             | Почтовый блок — Российская академия художеств. 175 лет со дня рождения В. М. Васнецова (1848—1926), художника, архитектора Мелованная Офсет + бронзовая паста + частичная лакировка + защитный комплекс | 175      | 6 июля      | 20 000                                                  | Савина О.                      | [ 48 ]  |
| 3084A                              |             | Почтовый блок — Российская академия художеств. 175 лет со дня рождения В. М. Васнецова (1848—1926), художника, архитектора Самоклеящаяся, дизайнерская «под холст» Офсет + бронзовая паста + защитный комплекс | 175      | 6 июля      | 4 000                                                   | Савина О.                      | [ 48 ]  |
| 3085                               |             | 100 лет институту законодательства и сравнительного правоведения при Правительстве Российской Федерации | 65       | 7 июля      | 105 000 7000                                            | Бетрединова Х.                 | [ 49 ]  |
| 3086                               |             | Совместный выпуск Администраций связи стран — членов РСС. История авиации. 100 лет отечественной гражданской авиации России | 65       | 15 июля     | 104 000 13 000                                          | Карпова Н.                     | [ 50 ]  |
| 3087                               |             | Почтовый блок — Серия «Природное наследие России». 100 лет Воронежскому государственному природному биосферному заповеднику им. В. М. Пескова | 100      | 14 июля     | 23 000                                                  | Корнеева М.                    | [ 51 ]  |
| 3088                               |             | Саммит Россия-Африка | 75       | 27 июля     | 105 000 7000                                            | Ульяновский И.                 | [ 52 ]  |
| 3089                               |             | 150 лет Брянскому машиностроительному заводу | 63       | 20 июля     | 72 000 8000                                             | Поварихин А.                   | [ 53 ]  |
| 3090, 3091, 3092, 3093             |             | Серия «К 80-летию Победы в Великой Отечественной войне 1941—1945 гг.». Военная форма одежды Красной армии и флота СССР. 1943 г. - Сапёр и командир сапёрной роты - Командир взвода и старшина стрелковой роты - Командир эскадрона казачьего полка и кавалерист - Начальник штаба авиационного корпуса и командир эскадрильи | 30       | 28 июля     | 108 000 9000                                            | Ульяновский C.                 | [ 54 ]  |
| 3094                               |             | Международный фестиваль университетского спорта в г. Екатеринбурге | 75       | 8 августа   | 88 000 11 000                                           | Бодрова М.                     | [ 55 ]  |
| 3095                               |             | Серия «Виды спорта». Городошный спорт | 30       | 18 августа  | 88 000 11 000                                           | Бельтюков В.                   | [ 56 ]  |
| 3096                               |             | Серия «Герои Российской Федерации». Герой Российской Федерации Е. Н. Зиничев (1966—2021) | 45       | 18 августа  | 60 000 12 000                                           | Подобед М.                     | [ 57 ]  |
| 3097                               |             | Почтовый блок — 700 лет крепости Орешек Мелованная Офсет + защитный комплекс | 100      | 24 августа  | 21 000                                                  | Ульяновский C.                 | [ 58 ]  |
| 3097-I                             |             | Почтовый блок — 700 лет крепости Орешек Мелованная Офсет + бронзовая паста + трафаретный лак + защитный комплекс | 100      | 24 августа  | 4 200                                                   | Ульяновский C.                 | [ 58 ]  |
| 3098, 3099, 3100, 3101, 3102, 3103 |             | Города трудовой доблести - Мемориал «Героям фронта и тыла» в Иванове (скульптор А. П. Кибальников) - Танк Т-34 «Иркутский комсомолец» в Иркутске - Памятник «Союз фронта и тыла» в Красноярске (скульптор А. Н. Ковальчук) - Памятник рабочим станкостроительного завода в Луганске (скульптор Г. Г. Смешной, архитектор Б. И. Челомбитько) - Скульптурная композиция «Горьковчанам — доблестным труженикам тыла» в Нижнем Новгороде (скульптор А. А. Щитов) - Памятник «Семья солдата-победителя» в Якутске (скульптор А. А. Романов, архитекторы В. М. Нестеров, С. Г. Никифоров) | 60       | 29 августа  | 25 000                                                  | Поварихин А.                   | [ 59 ]  |
| 3104                               |             | 400 лет г. Люберцы Московской области | 27       | 2 сентября  | 120 000 4000                                            | Поварихин А.                   | [ 60 ]  |
| 3105, 3106, 3107                   |             | Суда на подводных крыльях нового поколения - Валдай 45Р - Комета 120М - Метеор 120Р | 30       | 6 сентября  | 104 000                                                 | Комса Р.                       | [ 61 ]  |
| 3108                               |             | 50 лет современному коммерческому флоту России | 63       | 11 сентября | 90 000 10 000                                           | Зотеева А.                     | [ 62 ]  |
| 3109                               |             | Серия «Выдающиеся юристы России». 100 лет со дня рождения В. Н. Кудрявцева (1923—2007), учёного-правоведа | 63       | 12 сентября | 72 000 9000                                             | Комса Р.                       | [ 63 ]  |
| 3110                               |             | Россия. Регионы. Запорожская область | 27       | 20 сентября | 252 000 7000                                            | Бельтюков В.                   | [ 64 ]  |
| 3111, 3112                         |             | 125 лет со дня рождения Маршалов Советского Союза - М. В. Захаров (1898—1972) - Р. Я. Малиновский (1898—1967) | 60       | 26 сентября | 96 000                                                  | Ульяновский C.                 | [ 65 ]  |
| 3113                               |             | Серия «Курорты Северного Кавказа». Курорт «Ведучи» | 65       | 27 сентября | 72 000 9000                                             | Мусихина-Белова Д.             | [ 66 ]  |
| 3114                               |             | Серия «Виды спорта». Прыжки в воду | 30       | 28 сентября | 88 000 11 000                                           | Капранов С.                    | [ 67 ]  |
| 3115-3118                          |             | Квартблок — Серия «Культурное наследие России. Памятники архитектуры Псковской области» - Покровская башня - Поганкины палаты - Приказная палата - Дом Ксендза Псковского музея-заповедника | 30       | 29 сентября | 25 000                                                  | Московец А.                    | [ 68 ]  |
| 3119                               |             | Национальный центр вертолётостроения имени М. Л. Миля и Н. И. Камова. Вертолёт «Ка-32» (надпечатка нового номинала на марке 2008 г. № 1273 и текста на полях марочного листа серии «Вертолёты фирмы „Камов“») | 19       | 3 октября   | 168 000 12 000                                          | Комса Р.                       | [ 69 ]  |
| 3120                               |             | Почтовый блок — 75 лет Госфильмофонду России | 100      | 4 октября   | 20 000                                                  | Капранов С.                    | [ 70 ]  |
| 3121                               |             | Почтовый блок — Российская академия художеств. 150 лет со дня рождения А. В. Щусева (1873—1949), архитектора Мелованная Офсет + бронзовая паста + защитный комплекс | 150      | 8 октября   | 19 000                                                  | Савина О.                      | [ 71 ]  |
| 3121A                              |             | Почтовый блок — Российская академия художеств. 150 лет со дня рождения А. В. Щусева (1873—1949), архитектора Мелованная Офсет + бронзовая паста + конгревное тиснение + защитный комплекс Без зубцовки | 150      | 8 октября   | 3 800                                                   | Савина О.                      | [ 71 ]  |
| 3122, 3123                         |             | Архитектурные сооружения. Мосты - Мост через канал имени Москвы. Московская область - Мост композитора Рахманинова. Новгородская область | 45       | 13 октября  | 120 000                                                 | Ульяновский И.                 | [ 72 ]  |
| 3124, 3125, 3126, 3127             |             | Серия «Современное искусство России» - С. О. Карслян. «Буратино. 2013. г. Самара» - И. И. Мельников. «Юрий Деточкин. 2012. г. Самара» - З. К. Церетели. «Дядя Стёпа — милиционер. 2015. г. Самара» - К. Р. Чернявский. «Товарищ Сухов. 2012. г. Самара» | 65       | 17 октября  | 60 000                                                  | Савина О.                      | [ 73 ]  |
| 3128                               |             | Национальный центр вертолётостроения имени М. Л. Миля и Н. И. Камова. Вертолёт «Ка-226» (надпечатка нового номинала на марке 2008 г. №1274 и текста на полях марочного листа серии «Вертолёты фирмы ""Камов""») | 19       | 20 октября  | 168 000 12 000                                          | Комса Р.                       | [ 74 ]  |
| 3129                               |             | Серия «История российской дипломатии». Тегеранская конференция. 1943 г. | 50       | 24 октября  | 60 000 10 000                                           | Капранов С.                    | [ 75 ]  |
| 3130                               |             | Международная выставка-форум «Россия» | 80       | 4 ноября    | 72 000 8000                                             | Комса Р.                       | [ 76 ]  |
| 3131                               |             | Серия «Виды спорта». Планерный спорт | 50       | 7 ноября    | 60 000 15 000                                           | Бетрединова Х.                 | [ 77 ]  |
| 3132-3134                          |             | Морской флот России - Атомная подводная лодка проекта 885М «Ясень-М» - Атомная подводная лодка проекта 955А «Борей-А» - Многоцелевая дизель-электрическая подводная лодка проекта 677 «Лада» | 30       | 10 ноября   | 50 000 10 000                                           | И. Ульяновский                 | [ 78 ]  |
| 3135                               |             | Космические проекты России. Научная миссия АМС «Луна-25» | 27       | 14 ноября   | 255 000 17 000                                          | Ульяновский И.                 | [ 79 ]  |
| 3136                               |             | Почтовый блок — Монастыри Русской православной церкви. 550 лет Свято-Успенскому Псково-Печерскому монастырю | 250      | 15 ноября   | 18 000                                                  | Ульяновский C.                 | [ 80 ]  |
| 3137                               |             | Серия «Виды спорта». Самбо | 30       | 16 ноября   | 99 000 11 000                                           | Бельтюков В.                   | [ 81 ]  |
| 3138                               |             | 100 лет службе участковых уполномоченных полиции | 60       | 17 ноября   | 96 000 8000                                             | Ульяновский C.                 | [ 82 ]  |
| 3139                               |             | 50 лет участию российских миротворцев в операциях ООН | 75       | 30 ноября   | 72 000 8000                                             | Московец А.                    | [ 83 ]  |
| 3140                               |             | 350 лет со дня рождения А. Д. Меншикова (1673–1729), государственного и военного деятеля | 50       | 30 ноября   | 120 000 8000                                            | Хабловский В.                  | [ 84 ]  |
| 3141-3145                          |             | Национальный центр вертолётостроения имени М. Л. Миля и Н. И. Камова (надпечатка нового номинала на марках 2009 г. №№ 1329-1333 и текста на полях марочного листа «100 лет со дня рождения М. Л. Миля (1909–1970), конструктора») | 20       | 23 ноября   | 40 000                                                  | Комса Р.                       | [ 85 ]  |
| 3146                               |             | Россия. Регионы. Херсонская область | 27       | 28 ноября   | 252 000 7000                                            | Бельтюков В., Ульяновский И.   | [ 86 ]  |
| 3147                               |             | Серия «Большой Кремлёвский дворец». Екатерининский зал | 67       | 29 ноября   | 108 000 9000                                            | Никонов В.                     | [ 87 ]  |
| 3148-3151                          |             | К 200-летию Российского государственного художественно-промышленного университета им. С. Г. Строганова. Произведения классиков Строгановской школы - Л. Н. Кекушев (ок.1862– ок.1917) - Н. А. Андреев (1873–1932) - Н. В. Глоба (1859–1941) - З. Н. Быков (1898–1988) | 67       | 29 ноября   | 24 000 12 000                                           | Савина О.                      | [ 88 ]  |
| 3152-3155                          |             | Здания дипломатических представительств МИД России - Дом приёмов МИД России - Посольство России в Австрии - Посольство России в Китае - Резиденция посла России во Франции | 75       | 30 ноября   | 77 000 7000                                             | Карпова Н.                     | [ 89 ]  |
| 3156                               |             | Серия «Выдающиеся юристы России». 100 лет со дня рождения А. Я. Сухарева (1923–2021), учёного-правоведа, государственного деятеля | 63       | 12 декабря  | 72 000 9000                                             | Ульяновский C.                 | [ 90 ]  |
| 3157                               |             | С Новым годом! | 29       | 5 декабря   | 423000                                                  | Киян И.                        | [ 91 ]  |
| 3158, 3159, 3160, 3161             |             | Герои детской телепередачи «Спокойной ночи, малыши!» - Хрюша - Степашка - Филя - Каркуша | 20       | 8 декабря   | 144 000                                                 | Бодрова М.                     | [ 92 ]  |
| 3162                               |             | Серия «Кавалеры ордена ""За заслуги перед Отечеством""». Ю. М. Лужков (1936–2019) | 50       | 8 декабря   | 98 000 7000                                             | Ульяновский И.                 | [ 93 ]  |
| 3163                               |             | Серия «Кавалеры ордена "За заслуги перед Отечеством"». В.В. Жириновский (1946–2022) | 50       | 8 декабря   | 98000                                                   | Бетрединова Х.                 | [ 94 ]  |
| 3164, 3165, 3166, 3167, 3168       |             | Серия «Герои Российской Федерации». - Н. Э. Гаджимагомедов (1996–2022) - В. С. Герасимов (1985–2022) - Э. С. Дьяконов (2001–2022) - А. Н. Жихарев (1993–2022) - Б. Б. Журавлёв (1979–2022) | 45       | 9 декабря   | 60 000                                                  | Подобед М.                     | [ 95 ]  |
| 3169, 3170, 3171, 3172, 3173       |             | Серия «Герои Российской Федерации». - В. Н. Зозулин (1991–2022) - Д. И. Зорин (1991–2022) - А. Н. Калмыков (1988–2022) - А. И. Потапов (1989–2022) - С. В. Сухарев (1981–2022) | 45       | 9 декабря   | 60 000                                                  | Подобед М.                     | [ 96 ]  |
| 3174, 3175, 3176, 3177             |             | Профессии сотрудников МЧС России - Авиационно-спасательная служба МЧС России - Государственная инспекция по маломерным судам МЧС России - Кинологическая служба МЧС России - Пожарно-спасательная служба МЧС России | 65       | 12 декабря  | 72 000                                                  | Подобед М.                     | [ 97 ]  |
| 3178-3179                          |             | 30 лет Федеральному Собранию Российской Федерации - 30 лет Совету Федерации Федерального Собрания Российской Федерации - 30 лет Государственной Думе Федерального Собрания Российской Федерации | 30       | 13 декабря  | 45 000                                                  | Ульяновский И.                 | [ 98 ]  |
| 3178-I-3179-I                      |             | 30 лет Федеральному Собранию Российской Федерации - 30 лет Совету Федерации Федерального Собрания Российской Федерации - 30 лет Государственной Думе Федерального Собрания Российской Федерации | 30       | 13 декабря  | 3 800                                                   | Ульяновский И.                 | [ 98 ]  |
| 3180                               |             | Серия «Виды спорта». Волейбол | 30       | 15 декабря  | 90 000 10 000                                           | Савина О.                      | [ 99 ]  |
| 3181-3182                          |             | Сцепка - Серия «Арктический туризм». Республика Саха (Якутия) Офсет + защитный комплекс | 29, 67   | 18 декабря  | 30 000                                                  | Ульяновский И.                 | [ 100 ] |
| 3181-I-3182-I                      |             | Сцепка - Серия «Арктический туризм». Республика Саха (Якутия) Офсет + голографическая фольга + защитный комплекс | 29, 67   | 18 декабря  | 3 800                                                   | Ульяновский И.                 | [ 100 ] |
| 3183                               |             | 50 лет Академическому ансамблю песни и пляски войск национальной гвардии Российской Федерации | 67       | 19 декабря  | 64 000 8000                                             | Поварихин А.                   | [ 101 ] |
| 3184, 3185, 3186, 3187             |             | Серия «История Российского мундира. Преображенский полк» - Гренадер фузилёр лейб-гвардии Преображенского полка. 1712 г. - Штаб-офицер и рядовой лейб-гвардии Преображенского полка. 1814 г. - Адъютант и рядовой лейб-гвардии Преображенского полка. 1913 г. - Знамённая группа 154-го отдельного комендантского Преображенского полка. 2023 г. | 29       | 20 декабря  | 64 000 12 000                                           | Ульяновский C.                 | [ 102 ] |
| 3188, 3189, 3190                   |             | Иконы Московского Кремля - Святой Никола Можайский. Никольская башня - Спас Смоленский. Спасская башня - Спас Нерукотворный и Пресвятая Богородица. Спасская башня | 70       | 21 декабря  | 36 000 12 000                                           | Бетрединова Х.                 | [ 103 ] |

## Комментарии
1. ↑  Ниже приведён перечень коммеморативных марок (с возможностью сортировки по номиналу, тиражу).